# Amblyprora acholi
Amblyprora acholi är en fjärilsart som beskrevs av Bethune-Baker 1906. Amblyprora acholi ingår i släktet Amblyprora och familjen nattflyn. Inga underarter finns listade i Catalogue of Life.